# 小野寺義道
小野寺 義道（おのでら よしみち）は、安土桃山時代から江戸時代前期にかけての武将、大名。出羽国横手城主。小野寺輝道（景道）の次男。子に小野寺左京、小野寺保道。

## 生涯

### 家督相続
永禄9年（1566年）、出羽国の武将・小野寺輝道（景道）の次男として誕生。母は鮭延氏出身といわれる輝道の側室。
父・輝道が上洛し織田信長との会見、兄で嫡男の小野寺光道の病死、正妻の父・大宝寺義氏の横死など周辺情勢が混沌とするなか、天正11年（1583年）に父から家督を譲られた。武勇には優れていたが知略に乏しく、支配下にあった鮭延秀綱の離反、由利十二頭の人質の石沢氏の女が小野寺氏を恨んで自害したことによる領内の一揆・大沢合戦の発生、楯岡満茂の謀略によって八柏道為を誅殺、秋田実季に属する永井広治(大江広治)の誘いで実季を攻撃しようとして最上義光にその隙を突かれ所領を奪われるなど、次第にその勢力を減退。最上義光や戸沢盛安との戦いを通じて雄勝郡や平鹿郡の一部などの所領を失った。

### 秀吉への帰順と周辺勢力との抗争
天正13年（1585年）、同盟勢力である庄内平野の大宝寺氏が、最上義光の侵攻を受けると、これに乗じて最上領への侵攻を開始した。ところが天正14年（1586年）、最上義光や戸沢盛安らが領内への侵攻を始め、天正15年（1587年）には盛安と和睦し、仙北七人衆をしたがえて秋田郡の秋田実季と戦っている。
天正18年（1590年）、豊臣秀吉による小田原攻めに参陣し、秀吉に謁見して、所領を安堵された。しかし、その後の奥州仕置において自領内で仙北一揆が起こったのを咎められ、天正19年（1591年）に所領の3分の1が没収され、上浦郡3万1600石を安堵された。没収された雄勝郡は最上氏の領土とされたが、父祖伝来の地であったため義道はこれを不服とし、雄勝郡の支配を継続しようとした。
その後も豊臣氏に従い、同年には九戸政実の乱に従軍、上法寺口において戦功があった。文禄元年(1592年)、文禄の役においては肥前国名護屋に参陣し、その功績から叙位・任官した。
文禄4年(1595年)、最上義光の謀略によって家臣・八柏道為を誅殺。その後、義光は雄勝郡を支配するため楯岡城主の楯岡満茂が率いる軍勢を小野寺孫七郎・孫作の兄弟が守る湯沢城に差し向けた。湯沢城が落城した事を聞いた岩崎城主の岩崎義高は義道に援軍を要請したが、同日に今泉城、角間城、鍋倉城、植田城、新田目城が最上軍の猛攻にあったため義道は岩崎城の方には手が回らず、ほとんど援軍を出せなかった。その後、前森城主の原田大膳が岩崎城に夜襲をかけて岩崎城は落城した。慶長2年(1597年)、義道は湯沢城奪還を図り大島原の合戦が起きる。しかし、湯沢城主楯岡満茂の策にかかり小野寺軍は撃退された。逆に最上軍の侵攻を受け、植田・今泉・鍋倉・荒田目・馬倉などを失った。
敗戦続きで領地を蚕食される小野寺氏であったが、最上氏に下っていた庶弟・西馬音内茂道とその子式部大輔・頼道が奇襲により庄内に囚われていた人質を救出、河熊・鍋倉・植田・新田の城を奪還することに成功した。この功により茂道は西馬音内城主への復帰を許されている。

### 改易
慶長5年（1600年）の関ヶ原の戦いでは当初は東軍に与したが、出羽の東軍旗頭が仇敵の最上義光であったことや、その最上氏が上杉景勝の攻勢に苦戦中であり、友軍の伊達政宗はそれを傍観していたことから上杉方に味方し、西軍に寝返った。しかし、西軍が関ヶ原で敗れたことで形勢は逆転する。清水義親を大将として最上・秋田・由利党・六郷氏の軍勢が大森城へ押し寄せ城内に侵入したが、城主である義道の弟・大森康道が自ら大長刀をもって切り込み必死の防戦を図り、さらに弟の吉田城主・小野寺陳道や兄・義道の援軍もあり押し戻すことに成功した。柳田城へは鮭延秀綱が攻め寄せ、城主柳田治兵衛は孤軍奮闘の末、討ち死にした。東軍は大森城の包囲を続けつつ、城主不在の吉田城を狙ったが、陳道は大森城を出て里見義近率いる最上軍を攻撃、義道の救援もあって最上勢は引き上げた。戦後の1601年に徳川家康によって改易され、子の左京、弟の康道とともに石見国津和野に流罪とされた。津和野の坂崎氏、そして坂崎氏改易後は新領主の亀井氏に預け替えされ、義道は三百石、弟の康道は百五十石を与えられた。正保2年（1645年）、同地で80歳で死去する。
中央の政争に振り回され、局面での選択を誤り、家の存続には失敗した人物ではあった。坂崎氏に対する恩義は感じていたようであり、幽閉の身の自分を温かく遇してくれた津和野藩主・坂崎直盛はのちに幕府に対する謀叛の疑いで自害に追い込まれたが、義道は直盛の十三回忌の寛永5年(1628年)に、秘かに墓を建立したといわれている。
その後、改易となった坂崎氏の後に亀井氏が移封される。小野寺氏は子孫が亀井氏の重臣となって明治維新を迎えた。義道流刑のあと横手に残された子の1人小野寺保道（または直道）は400石の客分として戸沢氏に仕え、子孫は二代後に名字を山内と変え重臣として続いた。また赤穂浪士のひとり小野寺秀和は、小野寺氏の子孫を称していた（陸奥国三春または伊勢出身とも）。

### 一門・家臣
- 西馬音内茂道（義道の庶弟・小野寺肥前守茂道。西馬音内城主）
- 大森康道（義道の弟・小野寺康道。大森城主。兄とともに津和野へ流刑）
- 吉田陳道（義道の弟・小野寺陳道）
- 大築地秀道（沼館城主）
- 八柏道為（落合城主）
- 岩崎義高（岩崎城主）
- 黒沢甚兵衛（黒沢城主。義道の命で八柏道為を暗殺した。）
- 馬鞍右門尉（馬鞍城主。1596年に最上軍に攻められ馬鞍城は陥落した。）
- 柳田治兵衛
- 松岡越前守
- 山田高道